# Jesús Olasagasti
Jesús Olasagasti Irigoyen (San Sebastián, 20 de diciembre de 1907 - ibidem, 5 de agosto de 1955) fue un pintor español de la  "generación perdida" de artistas cuya trayectoria, inicialmente vanguardista, fue rota por la guerra civil española. Fue, sucesivamente, discípulo de Ascensio Martiarena, Julián Tellaeche y de Daniel Vázquez Díaz. En su evolución pictórica llegaría a destacar como retratista, en especial en retratos femeninos.

## Biografía
Tras un periodo de formación con Martiarena, y escapando de la línea costumbrista tradicional en la pintura vasca, viajó por Europa, en especial por Italia donde se acercó al clasicismo no novecentista y al surrealismo. También tomó contacto con las vanguardias del primer cuarto del siglo xx, e impulsó en su ciudad natal la Sociedad Artística Gu (Nosotros) junto con el arquitecto José Manuel Aizpurúa. Participó en las exposiciones del Certamen de Artistas Noveles Guipuzcoanos, de San Sebastián, en las convocatorias de 1922, 1923 y 1925, y en la muestra de la Asociación de Artistas Vascos, celebrada en Bilbao en 1926, año en que también concurrió a la Exposición Nacional de Bellas Artes de Madrid (1926), con dos lienzos: Retrato de las señoras de Olasagasti y un Bodegón.
Al estallar la 1936, colaboró como cartelista para el bando sublevado y ya durante la posguerra española –y tomando como claro modelo a su maestro Vázquez Díaz– practicó un realismo más o menos figurativo y conservador, aceptado por la burguesía del momento. De ese último periodo son sus exposiciones en la Sala Arte de Bilbao, en 1946 y 1947, y su participación en la I Bienal Hispanoamericana de Arte de 1951.
Se le dedicó una exposición antológica en 2007 en las Salas Kutxa Boulevard de la capital donostiarra y su obra fue catalogada en 2015.

## Obra
En una selección de obras destacadas pueden mencionarse, por ejemplo: Las hermanas, Las Tías, Pescadora, La procesión, Recogida de la manzana (1930), Padre e hijo, Etxekoandre, Guitarristas y Bodegón, o los retratos del Arquitecto Labayen, el Poeta Manuel Díez Crespo y el Retrato del pintor Díaz Caneja (en el Museo de Bellas Artes de Bilbao).